# Зиммер, Брэдли
Брэдли Кларк Зиммер (англ. Bradley Clarke Zimmer; 27 ноября 1992, Сан-Франциско, Калифорния) — американский бейсболист, аутфилдер клуба Главной лиги бейсбола «Кливленд Индианс». На студенческом уровне выступал за команду университета Сан-Франциско, на драфте Главной лиги бейсбола 2014 года был выбран в первом раунде.

## Биография
Брэдли Зиммер родился 27 ноября 1992 года в Сан-Франциско в Калифорнии. Его старший брат Кайл также профессиональный бейсболист. Он окончил старшую школу в Ла-Холье, одном из районов Сан-Диего. В течение трёх лет он играл за школьную бейсбольную команду, в 2011 году был признан её самым ценным игроком. Дважды его включали в состав сборной звёзд округа. После окончания школы Зиммер поступил в университет Сан-Франциско.

### Любительская карьера
В турнире NCAA он дебютировал в сезоне 2012 года, сыграв 42 матча, в основном на позиции правого аутфилдера. Его показатель отбивания по итогам турнира составил 24,2 %. В 2013 году Зиммер провёл 58 игр, отбивая с эффективностью 32,0 %. Сезон он завершил лидером команды по показателям слаггинга и OPS, по его итогам войдя в состав сборной звёзд Конференции Западного побережья. Летом 2013 года Зиммер выступал за студенческую сборную США и стал чемпионом Лиги Кейп-Код в составе команды «Котуит Кеттлирс».
Перед началом сезона 2014 года он был включён в сборную звёзд студенческого бейсбола по версии Louisville Slugger. Зиммер оправдал ожидания, сыграв в стартовом составе «Сан-Франциско Донс» 54 матча с показателем отбивания 36,8 % и установив личный рекорд по числу украденных баз (21). Он претендовал на награду Голден Спайкс, вручаемую лучшему бейсболисту-любителю в США, а также стал обладателем Билл Расселл Эворд, приза самому выдающемуся студенту-спортмену университета Сан-Франциско. По итогам сезона Зиммер вошёл в состав сборной звёзд NCAA по версиям Baseball America и Perfect Game. Летом 2014 года на драфте Главной лиги бейсбола он был выбран клубом «Кливленд Индианс» в первом раунде под общим 21 номером.

### Профессиональная карьера
Контракт с «Кливлендом» Зиммер подписал в июне 2014 года. Сумма бонуса игроку составила 1,9 млн долларов. В первом сезоне на профессиональном уровне он играл за команды «Махонинг-Вэлли Скрэпперс» и «Лейк Каунти Кэптенс», суммарно проведя 48 матчей с показателем отбивания 30,2 %. В 2015 году он выступал за «Линчберг Хиллкэтс» и «Акрон Раббердакс», продвинувшись до уровня AA-лиги. Эффективность его игры на бите составила 27,3 %, он выбил 16 хоум-ранов и украл 44 базы, проявив себя как один из самых быстрых игроков в младших лигах. Сезон 2016 года Зиммер провёл в составе клуба AAA-лиги «Коламбус Клипперс». Количество получаемых им страйкаутов по ходу чемпионата выросло со 131 до 171, но показатель занятия баз OBP практические не изменился по сравнению с предыдущим годом. За сезон он выбил 15 хоум-ранов и украл 38 баз. В феврале 2017 года издание USA Today назвало Зиммера кандидатом на место в составе «Кливленда» в Главной лиге бейсбола.
В Главной лиге бейсбола Зиммер дебютировал 16 мая 2017 года. В своём первом сезоне в составе «Кливленда» он сыграл 101 матч с показателем отбивания 24,1 % и украл 18 баз. Чемпионат для него завершился досрочно в сентябре из-за перелома руки. В 2018 году он провёл за «Индианс» только 34 матча, в июне получив травму плеча и выбыв на длительный срок. Реабилитация заняла большую часть следующего чемпионата. В состав «Индианс» он смог вернуться только в сентябре 2019 года, до конца сезона сыграв в девяти матчах. К началу предсезонных сборов весной 2020 года Зиммер восстановился, но конкуренция за место в аутфилде команды была очень высока и перед началом чемпионата его перевели в «Коламбус Клипперс». Позднее сезон в младших лигах был отменён из-за пандемии COVID-19. Летом он хорошо проявил себя во второй части сборов, но в регулярном чемпионате развить успех не сумел, сыграв всего 20 матчей с показателем отбивания 16,2 %. В 2021 году, после перевода Амеда Росарио на позицию шортстопа, Зиммер стал основным центрфилдером «Индианс». Он сыграл 99 матчей, но не отличался стабильностью в действиях на бите, получив 122 страйкаута, выбив всего восемь хоум-ранов и набрав 35 RBI.